# Список чешуекрылых Острова Пасхи
В список чешуекрылых Острова Пасхи отнесены виды дневных и ночных бабочек, которые были зарегистрированы на Острове Пасхи.
Согласно оценкам, на территории Острова Пасхи обитает 15 видов бабочек из 10 семейств.

## Нимфалиды(Nymphalidae)
- Hypolimnas bolina otaheitae (C. Felder, 1862)
- Vanessa carye (Hübner, 1812)

## Cosmopterigidae
- Asymphorodes trichogramma (J.F.G. Clarke, 1986)

## Gelechiidae
- Sitotroga cerealella (Olivier, 1789) — моль зерновая

## Пяденицы(Geometridae)
- Gymnoscelis concinna (Swinhoe, 1902)

## Совки(Noctuidae)
- Achaea janata (Linnaeus, 1758)
- Agrotis ipsilon (Hufnagel, 1766) — Совка-ипсилон
- Chrysodeixis eriosoma (Doubleday, 1843)
- Ctenoplusia albostriata (Bremer & Grey, 1853)

## Plutellidae
- Plutella xylostella (Linnaeus, 1758) — капустная моль

## Pterophoridae
- Stenoptilia sp.

## Pyralidae
- Ephestia cautella (Walker, 1863)
- Hymenia recurvalis (Fabricius, 1775)

## Tineidae
- Opogona aurisquamosa (Butler, 1881)

## Листовёртки(Tortricidae)
- Crocidosema plebejana (Zeller, 1847)